# Elizabeth von Arnim

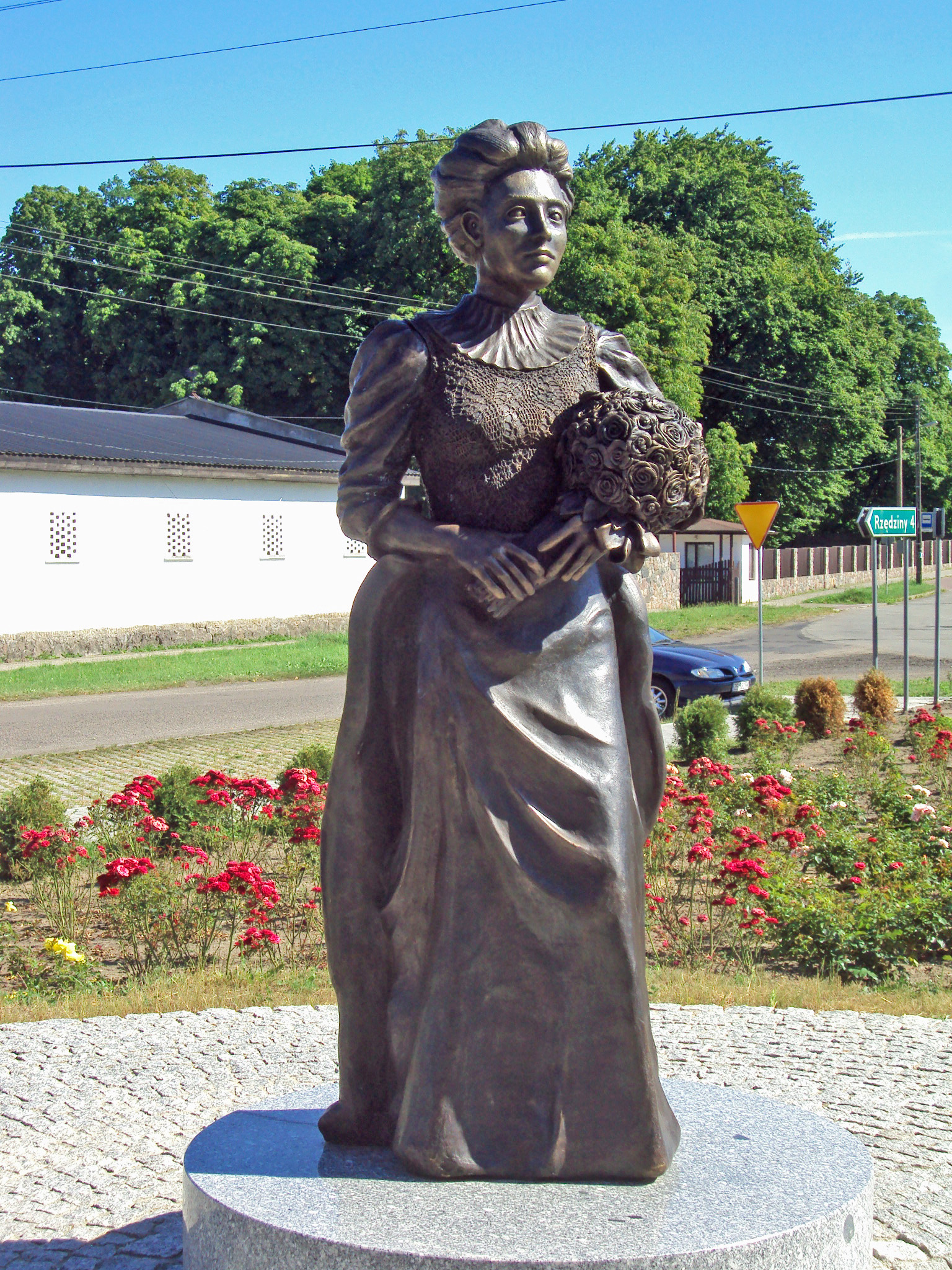
Pomnik Elizabeth von Arnim w Buku

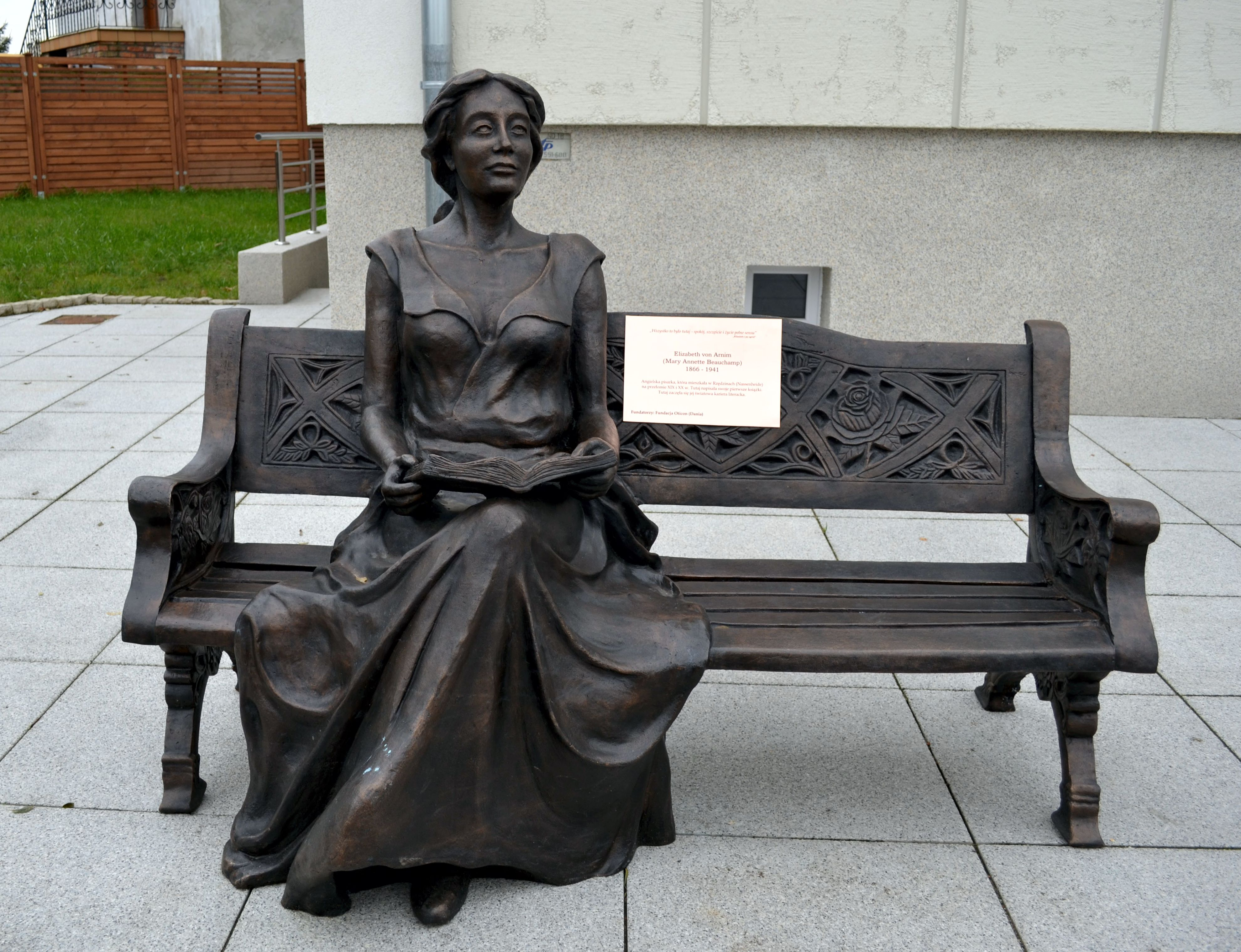
Ławeczka Elizabeth von Arnim w Dobrej

Elizabeth von Arnim, z domu Mary Annette Beauchamp (ur. 31 sierpnia 1866 w Kirribilli w Australii, zm. 9 lutego 1941 w Charleston w Stanach Zjednoczonych) – angielska pisarka australijskiego pochodzenia.

## Życiorys
Była córką Henryego Herrona Beauchamp (1825–1907), kupca i Elizabeth (Louey) Beauchamp, z d. Weiss Lassetter. Małżeństwo oprócz Mary Annette (lub May, jak była nazywana w rodzinnym domu) miało jeszcze jedną córkę oraz czterech synów. Pisarka Katherine Mansfield była jej kuzynką. W 1871 roku Beauchampowie opuścili Australię, przez pewien czas mieszkali w Szwajcarii i ostatecznie osiedli się w Anglii. May ukończyła tam londyńską Blythwood House School, a następnie Queen’s College School.
W 1889 roku podczas podróży do Rzymu poznała swojego przyszłego męża – starszego od siebie o 15 lat, bezdzietnie owdowiałego rok wcześniej hrabiego Henninga Augusta von Arnim-Schlagenthin (1851–1910). Pobrali się w Londynie 21 lutego 1891 roku. Małżonkowie początkowo osiedli w Berlinie, na życie w którym Mary narzekała. Od 1896 roku zamieszkali w Rzędzinach koło Szczecina (wówczas: Nassenheide), rodzinnej wiejskiej posiadłości zwróconej von Arminom. Do edukacji czwórki swoich dzieci zatrudniła w roli guwernerów dwóch studentów z Cambridge – późniejszych pisarzy – Edwarda Morgana Forstera i Hugh Walpole'a. Forster w 1905 roku spędził w majątku kilka miesięcy, zaś Walpole – w 1907. 
Małżeństwo Mary Annette i Henninga doczekało się czterech córek i syna, nie było jednak szczęśliwe. Niezależna, lecz zdominowana przez konserwatywnego męża, Mary zaczęła szukać pociechy w opisywaniu wiejskiego życia w Rzędzinach. 20 września 1898 roku pod pseudonimem Elizabeth opublikowana została w Londynie jej pierwsza książka, Elizabeth and her German Garden. Książka szybko zdobyła sobie rozgłos i pozytywne recenzje; w przeciągu roku wznowiono ją dwadzieścia jeden razy, przyniosła wydawcy pół miliona funtów zysku. Opublikowana rok później powieść The Solitary Summer również stała się bestsellerem. W tym samym czasie hrabia von Arnim został uwikłany w sądowy proces dotyczący rzekomych nieprawidłowości w jednym ze szczecińskich banków, którego był prezesem; ostatecznie został oczyszczony z zarzutów i uniewinniony. Coraz częstsze kłótnie z mężem, który zgodnie z pruskim prawem przejmował wszystkie pieniądze zarobione przez żonę na pisaniu książek, doprowadziły do podpisania przez małżonków umowy o rozdzielności majątkowej w 1901 roku. Długi hr. Henninga von Arnima stale rosły, ponieważ dodatkowo finansował odwoławcze procesy sądowe ws. pośmiertnej rehabilitacji swojego ojca Harry'ego. W kwietniu 1908 Elizabeth wyjechała z dziećmi na stałe do Londynu. Wyjazd ten nie był traktowany przez małżonków jako separacja. Hr. Hennig pozostał w Rzędzinach aż do finalizacji wymuszonej stanem zdrowia, jak i finansów sprzedaży posiadłości w Rzędzinach w 1910, po czym udał się na kurację w uzdrowisku Bad Kissingen. Zmarł tam 20 sierpnia 1910 w obecności trzech córek i żony. 
Kolejne książki przynosiły Elizabeth von Arnim coraz większy rozgłos. Pisarka zbudowała posiadłość Château Soleil koło Randogne sur Sierre, w kantonie Valais w Szwajcarii; otoczyła się grupą znajomych i kochanków – media rozpisywały się o jej 3-letnim romansie z Herbertem George’em Wellsem. 
Ostatecznie 11 lutego 1916 roku poślubiła księcia Francisa Stanleya Russella (starszego brata filozofa i matematyka Bertranda Russella), jednak i to małżeństwo bardzo szybko rozpadło się, chociaż formalnie nie ustało. Jeszcze w tym samym roku jej starsze córki z poprzedniego związku – Eva i Elizabeth – wyjechały do USA. Wkrótce dołączyła do nich May zdradzona przez nowego małżonka. Natomiast 4 czerwca tego samego roku na gruźlicę zmarła jej najmłodsza córka Felicitas – sanitariuszka w lazarecie w Bremie. W 1917 doszło do nieudanej próby rekoncyliacji małżonków a dwa lata później do ich formalnej separacji. Przez kolejnych 10 lat autorka tworzyła głównie w Szwajcarii, jednakże z długimi okresami pobytu w Londynie podpisując już swoje książki Mary Annette księżna Russell W 1929 sprzedała Château Soleil i w 1930 przeniosła się do willi Le Mas des Roses w Mougins pod Cannes na Lazurowym Wybrzeżu we Francji. Rok później owdowiała.
W 1939 wyjechała do Stanów Zjednoczonych, gdzie 9 lutego 1941 zmarła wskutek powikłań pogrypowych. W 1947 roku jej prochy zostały sprowadzone do Anglii i pochowane w Penn w hrabstwie Buckinghamshire.

## Twórczość
Swoją pierwszą powieść Elizabeth publikowała anonimowo. Sukces książki spowodował, że kolejne dzieła podpisywała jako Autorka „Elizabeth and Her German Garden”, co poniekąd stało się jej znakiem rozpoznawczym. Powieść Christine (1917) została napisana pod zmienionym pseudonimem – Alice Cholmondeley.
Jej prawdziwe nazwisko zaczęło stawać się popularne dopiero wraz z pojawieniem się współczesnych wznowień i tłumaczeń jej dzieł, które są już sygnowane jako Elizabeth von Arnim. 
- Elizabeth and Her German Garden (1898); wyd. polskie Elizabeth i jej ogród, 2011
- The Solitary Summer (1899)
- April Baby’s Book of Tunes (1900)
- The Benefactress (1901)
- The Adventures of Elizabeth in Rugen (1904)
- Princess Priscilla’s Fortnight (1905); wyd. polskie Idylla księżniczki 1928
- Fräulein Schmidt and Mr Anstruther (1907)
- The Caravaners (1909)
- The Pastor’s Wife (1914)
- Christine (1917) (pod pseudonimem Alice Cholmondeley)
- Christopher and Columbus (1919)
- In the Mountains (1920)
- Vera (1921); wyd. polskie Vera 2020
- The Enchanted April (1922); wyd. polskie Zaczarowany kwiecień, 1998
- Love (1925)
- Introduction to Sally (1926)
- Expiation (1929)
- Father (1931)
- The Jasmine Farm (1934)
- All the Dogs of My Life (1936); wyd. polskie Wszystkie psy mojego życia, 2017
- Mr. Skeffington (1940); wyd. polskie Urodziny Fanny, 1995

## Ekranizacje
W 1944 roku Vincent Sherman zekranizował powieść Mr. Skeffington. Główne role w filmie zagrali Bette Davis i Claude Rains. Obydwoje nominowani byli do Oscara.
Powieść The Enchanted April została sfilmowana przez Mike’a Newella w 1991 roku. Film Czarowny kwiecień zdobył nominacje do Złotych Globów (aktorki Miranda Richardson i Joan Plowright otrzymały statuetki) i nominacje do Oscarów.